# Operación Mikado
La Operación Mikado fue un plan británico de la guerra de las Malvinas cuyo fin fue atacar la Base Aeronaval Río Grande.
«Mikado» es un término que en idioma japonés significa la puerta y que se usaba antiguamente para denominar al emperador de Japón.

## Planeamiento
Debido a la amenaza que representaba para la flota británica la combinación de los aviones de la Armada Argentina Super Étendard con los misiles AM-39 Exocet, 5 de los cuales formaban la 2.ª Escuadrilla Aeronaval de Caza y Ataque que se hallaban operando desde Río Grande, el alto mando inglés mandó preparar planes para utilizar tropas del Escuadrón "B" del Special Air Service (SAS) en una operación para destruir esta fuerza de ataque de Argentina. El 4 de mayo de 1982 dos de estos aviones habían destruido al destructor británico HMS Sheffield utilizando dos Exocet en el ataque, permaneciendo otros tres misiles más en poder de la Armada Argentina ya que Francia había sólo entregado 5 misiles antes de la guerra. Otros 9 aviones y 25 misiles fueron entregados a la Argentina luego de la guerra, pues el Reino Unido presionó para que Francia no cumpliera con los plazos de entrega durante el conflicto. A partir del ataque al Sheffield ubicar y eliminar los Exocet se convirtió en una prioridad tan alta para el Almirantazgo británico que justificaba cualquier clase de sacrificio. Se pensó en infiltrar un grupo desde Chile para dar una alerta temprana cuando los Super Etendard despegaran de Río Grande, pero los aviones Harrier británicos no podrían alcanzar a los aviones argentinos antes de que lanzaran su misil Exocet debido a la distancia en que lo hacían de su blanco. 

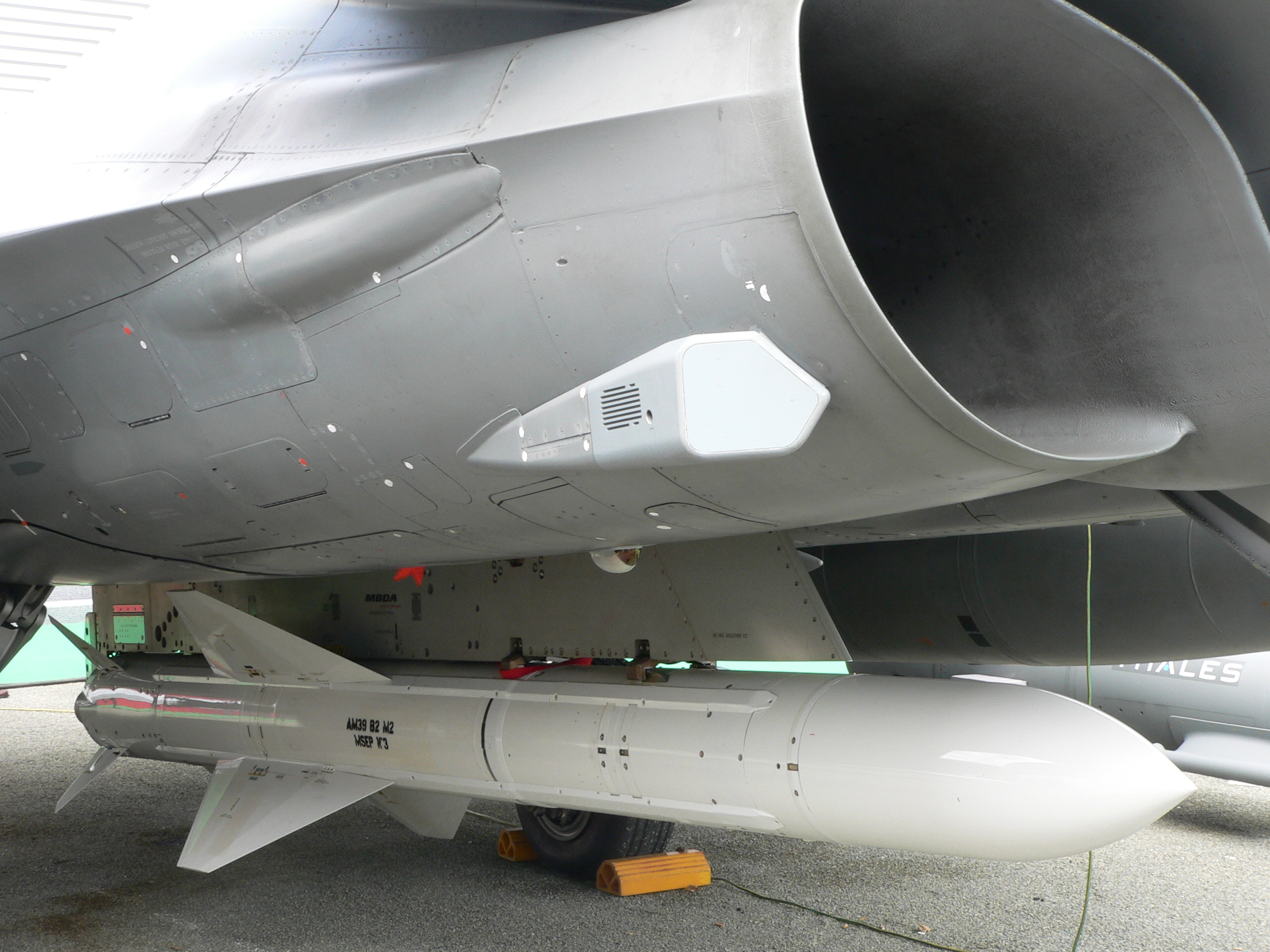
Exocet AM.39 dispuesto en un Rafale francés.

Descartada la infiltración, se pensó en un plan para atacar la base. Los objetivos del ataque eran: destruir los misiles, destruir los aviones que los transportaban y, matar los pilotos en sus cuarteles. El plan preveía que tras el ataque, la fuerza británica buscaría refugio en Chile, con la excusa de un desperfecto técnico, se dirigirían a la base aérea de Punta Arenas. Dos planes fueron elaborados y ensayados en forma preliminar en las montañas de Escocia: el aterrizaje de 25 comandos SAS en dos aviones C-130 Hercules directamente sobre la pista de Río Grande; y la infiltración de 24 SAS en botes inflables transportados hasta pocas millas de la costa en un submarino. Los dos planes generaron un considerable rechazo por algunos miembros del SAS que los consideraban una misión suicida. Irónicamente, el área de Río Grande estaba defendida por 4 batallones completos de la Armada Argentina, algunos de cuyos oficiales habían sido entrenados en el Reino Unido por Special Boat Service (SBS) en años previos. El plan de ataque por vía aérea fue considerado el más factible, ya que se estimaba que los dos aviones recién serían detectados por los radares argentinos a unas 30 millas del objetivo, además para reducir la efectividad de la defensa antiaérea se planeó ejecutar la operación de noche. Una vez cumplidos los objetivos de la misión, si los aviones sobrevivían, los comandos se escaparían en ellos, de lo contrario, los comandos estaban entrenados para subsistir en un terreno helado mientras escapaban hacia Chile.

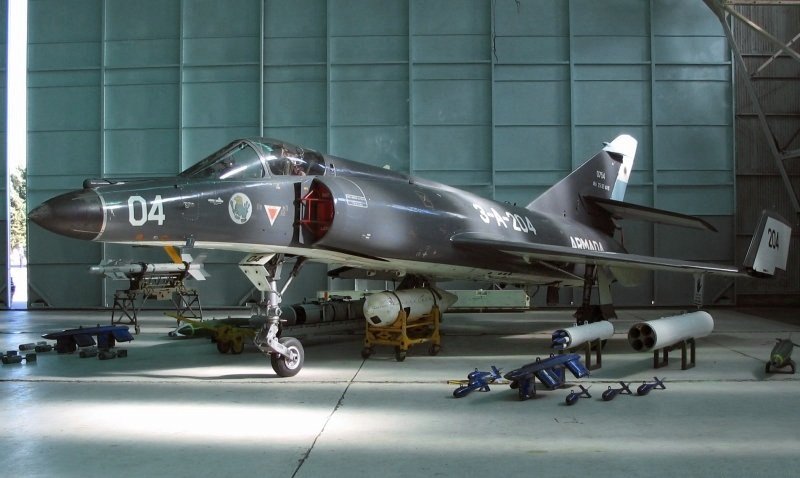
Super Etendard de la Armada Argentina.

Después de la guerra, los comandantes de la Armada Argentina admitieron que ellos esperaban que se produjera algún golpe de mano empleando comandos del SAS, pero no preveían que un Hercules aterrizara directamente sobre la base, aunque hubieran perseguido fuerzas británicas incluso en territorio chileno si los atacaban.

## Helicóptero británico en Chile
El jefe del SAS, general Peter de la Billière, decidió enviar un helicóptero para reconocer el objetivo, la ubicación de los aviones y de los depósitos de combustible. A las 00:15 del 18 de mayo el teniente Hutchings —asignado al HMS Hermes— despegó del HMS Invincible'' con su helicóptero Sea King ZA-290 y un grupo de 3 soldados de élite del SAS, quienes iban armados y con equipos de comunicación satelital. Su misión era insertarlos en las proximidades de la base de Río Grande, donde estaban los Super Étendard con sus Exocet, para observar sus movimientos y preparar la llegada de dos transportes con 50 comandos que destruirían esa base esencial para la Argentina. Después serían evacuados o huirían hacia Chile, donde el régimen militar de Augusto Pinochet había garantizado en secreto apoyo para ser evacuados. Ya días antes había llegado a Chile el capitán identificado después como Andrew H. bajo la cobertura diplomática de asistente del agregado militar, para realizar un reconocimiento preliminar de las rutas, la frontera y planear cómo se abastecerían. Sus movimientos no fueron restringidos en ningún momento. Ronald Reagan había advertido a Margaret Thatcher que una operación así en territorio continental argentino podía involucrar en la guerra a otros países del TIAR, como Perú y Venezuela, pero el gobierno británico optó por ignorar esa consideración y las objeciones de sus propias unidades de comandos.
Tal y como los comandos temían, los instrumentos del helicóptero indicaron que habían sido detectados por radares argentinos a 20 kilómetros del objetivo y el teniente Hutchings decidió cancelar la operación y dirigirse directamente a Chile. Sin combustible, tomó tierra en la playa de Agua Fresca, en territorio chileno. El helicóptero fue abandonado y destruido por sus ocupantes, quienes se entregaron a las autoridades chilenas y luego retornaron al Reino Unido en un vuelo regular de Santiago de Chile a Londres. El Ministerio de Defensa británico oficialmente declaró que el helicóptero debió hacer un aterrizaje de emergencia debido al mal clima. 

Nuestros radares observaron que el helicóptero se desplazaba desde el territorio chileno hacia la Argentina. Cruzó la frontera, luego quedó suspendido en el aire por unos minutos y desapareció del radar, clara señal de que había descendido. Volvió a aparecer a los 5 minutos en las cercanías de la planta de combustible y a 5 kilómetros de la estancia de Sara Braun, al sur de Río Grande y casi sobre el mar.
Declaraciones del vicealmirante Horacio Zaratiegui en 1983.

El helicóptero británico fue detectado por tres radares argentinos en la isla Grande de Tierra del Fuego. El primero en detectarlo fue el radar del destructor ARA Bouchard, fondeado en la bahía Esperanza, quien dio aviso al destructor ARA Piedrabuena ubicado más al norte, que también lo detectó. El tercer radar fue el de la propia base Hermes Quijada. Se informó que el helicóptero se desplazaba a 90 nudos de velocidad y rumbo 090 con dirección al este. Durante el día, seis helicópteros argentinos e infantes de marina buscaron rastros del helicóptero intruso sin poder hallarlos. Como precaución, la base aeronaval fue minada y una compañía de infantes de marina se apostó en ella. 
El helicóptero de apoyo, otro Sea King con matrícula ZA-292, retornó al HMS Invincible. Los miembros del Escuadrón "B" del SAS se hallaban en la isla Ascensión cuando se descubrió que la Argentina contaba con mejores radares de lo previsto. La Operación Mikado fue cancelada luego de que 8 comandos del escuadrón "D" del SAS murieron al caer al mar un helicóptero que los trasladaba de un barco a otro pocas semanas después y el Almirantazgo prosiguió con sus planes de reconquista bajo la amenaza de los Exocet. Luego de que los misiles hundieran el Atlantic Conveyor con 20 helicópteros a bordo, una nueva misión fue planeada, esta vez se utilizaría el HMS Onyx para infiltrar 24 comandos SAS en Tierra del Fuego mediante botes inflables Gemini. Se realizó un ensayo en aguas del estrecho de San Carlos en las islas Malvinas, mientras la base argentina era reforzada con tres batallones de infantería de marina. El fin de la guerra evitó que la operación se realizara.

## Posible implicación chilena
El humo producto del incendio del helicóptero alertó a los carabineros y a la prensa chilena. Al amanecer del 18 de mayo fueron descubiertos los restos del helicóptero británico abandonado y destruido por sus ocupantes cerca de Punta Arenas, Chile. Ello atrajo considerable atención internacional. Desde el lado argentino se sostuvo que ese helicóptero había provenido de Chile.
Aunque oficialmente los comandos se entregaron a las autoridades chilenas, en ningún momento se los trató como prisioneros. El general chileno Fernando Matthei confirmó en una entrevista concedida al Centro de Investigación y documentación de la Universidad Finis Terrae en 1999 que durante toda la guerra existió una constante cooperación al más alto nivel con el Reino Unido. Poco antes, Margaret Thatcher también lo haría público para defender a Pinochet durante su detención en el Reino Unido.

 Debían volar hasta la base naval de Río Grande, en Tierra del Fuego, donde estaban los misiles. Aterrizar en dos Hércules C-130, destruir los misiles, los aviones Super Etendart, matar a los pilotos y refugiarse en Chile, "territorio neutral" con la excusa de un desperfecto técnico. Reagan le advirtió a Thatcher que esta clase de operaciones forzaría la intervención de otros países latinoamericanos en la guerra como Perú y Venezuela
Nigel West